# 萘心平
萘心平（1976年5月23日—），印度外交官，现任印度驻加拿大代理高级专员。

## 经历
萘心平出生于1976年5月23日。2004年加入印度外事服务。在其職業生涯中，他曾在印度駐中华人民共和国大使馆和印度驻法国大使馆任職。此外，他還在新德里外交部總部負責處理與歐亞地區、裁軍、新技術及文化外交相關的事務。
2023年2月起，任印度驻加拿大高级专员公署副高级专员。2024年出任印度驻加拿大代理高级专员。